# Stanisław Nogaj
Stanisław Nogaj (ur. 8 listopada 1897 w Poznaniu, zm. 27 stycznia 1971 w Katowicach) – polski dziennikarz i pisarz związany ze Śląskiem, zasłużony działacz i bojownik o wyzwolenie ziem polskich spod zaboru pruskiego, jeden z pierwszych twórców literatury obozowej (publikowanej już przed II wojną światową).

## Życiorys
Urodził się 8 listopada 1897 w Poznaniu, w rodzinie woźnicy Jana i Rozalii z Chwiałkowskich. W latach 1905/06 był inicjatorem i organizatorem strajku szkolnego w swojej klasie szkoły świętomarcińskiej w Poznaniu. Był działaczem „Sokoła”. W 1912 należał do bojówki wojskowo-wywiadowczej. W czerwcu 1913 ze swoim zastępem wszedł w skład hufca skautów „Piast”. Stał na czele organizacji niepodległościowej zaboru pruskiego do 1918 – był zastępcą komendanta POW Zaboru Pruskiego. Był kierownikiem Wydziału Wywiadowczo-Wykonawczego. Organizował pierwsze oddziały powstańcze w Poznaniu, zdobył gmach prezydium policji, gmach Sztabu V Korpusu, koszary Kernwerk, 20 p. 5 pułku art. ciężkiej, arsenały. Brał udział w walce pod Ławicą. Był zastępcą komendanta w akcji pod Szubinem, kierował grupą pod Szamocinem a następnie na odcinku Paterek – Ludwikowo. 21 lutego 1919 został aresztowany za bolszewizm. Został dowódcą kompanii szturmowej Poznańskiego Batalionu Śmierci, z którym do czerwca 1919 walczył na Froncie Litewsko-Białoruskim. Od czerwca 1919 był oficerem II Oddziału SG WP, jako por. Stefan Wolski kierował ekspozyturą w Praszce, organizował oddziały konspiracyjne w powiatach kluczborskim, lublinieckim i oleskim. W lipcu 1919 aresztowany przez Niemców w Kluczborku, przebywał w więzieniu w Opolu, zwolniony na mocy amnestii. Uczestniczył w akcji plebiscytowej na Górnym Śląsku oraz na Warmii i Mazurach. Wziął udział w I i III powstaniu śląskim. Po III powstaniu założył w Poznaniu Związek Niezależnej Młodzieży Socjalistycznej. W listopadzie 1921 został zwolniony z wojska.
W okresie międzywojennym brał wybitny udział w pracy społecznej, a zwłaszcza w organizacjach sportowych i byłych uczestników powstań narodowych. Był redaktorem katowickiej „Polonii”, „Siedmiu Groszy” i „Kuriera Wieczornego”. W 1937 ukazała się jego książka Za drutami i kratami Trzeciej Rzeszy, zawierająca opis życia więźniów hitlerowskiego obozu w Lichtenburgu. Jest to zbiór relacji Ślązaków i Niemców ze Śląska, którzy przeszli przez ten obóz.
We wrześniu 1939 był dowódcą 3 kompanii Robotniczej Brygady Obrony Warszawy. Po kapitulacji Warszawy wrócił na Śląsk, założył organizację ruchu oporu „Odrodzenie”. 9 marca 1940 został aresztowany przez Gestapo. Był więźniem obozów Dachau, następnie Gusen, gdzie pracował w kancelarii obozowej oraz organizował rozgrywki piłki nożnej. Swoje przeżycia z tego ostatniego okresu opisał w wydanych po wojnie pamiętnikach – Gusen; Pamiętnik dziennikarza (Katowice 1945–1946).
Po wojnie mieszkał z rodziną w Katowicach, pracował jako dziennikarz w redakcjach katowickich, udzielał się w ZBoWiD-zie. Zmarł 27 stycznia 1971 w Katowicach. Pochowany na cmentarzu przy ul. Francuskiej.

## Ordery i odznaczenia
- Krzyż Kawalerski Orderu Odrodzenia Polski[1]
- Krzyż Walecznych (dwukrotnie)[1]
- Srebrny Krzyż Zasługi (24 grudnia 1928)[2]
- Wielkopolski Krzyż Powstańczy (6 grudnia 1957)[3]
- Gwiazda Górnośląska[1]